# Барбарі (хліб)

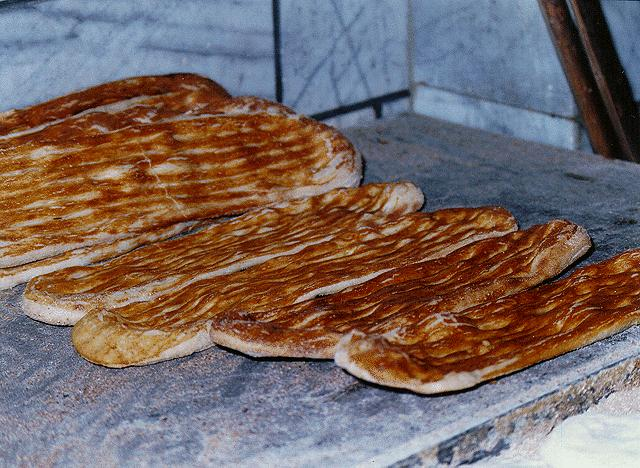
Барбарі

Барбарі — один з видів іранських коржів. Дуже популярний в Ірані та Азербайджані. На думку Алі Акбара Дехходи, цей хліб був запозичений персами у хазарейців. Як правило, коржик має довжину 70-80 см, а ширину 25-30 см.
Хліб має плоску овальну форму і є найтовстішим з усіх різновидів коржів. Барбарі має пористий м'якуш і золотисту скоринку.
Зверху посипається кунжут ом.